# Meishō
L'impératrice Meishō (明正天皇, Meishō Tennō, nom propre : Okiko), née le 9 janvier 1624 et décédée le 4 décembre 1696) est la 109e impératrice du Japon selon l'ordre traditionnel. Elle règne du 22 décembre 1629 au 14 novembre 1643.

## Généalogie
Son nom avant son accession au trône est Okiko (興子). Elle est la fille de l'empereur Go-Mizunoo et de Kazuko Tokugawa, la fille de Hidetada Tokugawa.

## Les événements de la vie de Meishō-tennō
- Kan'ei 8 (1632): On bâtit le temple Kiomes à Miyako[2].
- Kan'ei 9, le 24e de la 1re lune (14 mars 1632): L'ancien shogun Tokugawa Hidetada meurt[3].
- Kan'ei 10, le 20e de la 1re mois (28 février 1633): Il y a un tremblement de terre à Odawara dans la province de Sagami[4].
- Kan'ei 11 (1634): Le Shogun Tokugawa Iemitsu vient à Miyako[5].
- Kan'ei 12 (1635): Arrivée de l'ambassadeur du roi de Corée[5].
- Kan'ei 13 (1636):
- Kan'ei 13, dans le 4e mois (1636): Le shogun se rend au temple de Nikko[5].
- Kan'ei 14 (1637): La rébellion des chrétiens d'Arima et de Shimabara. Le shogun y envoie quelques officiers pour l'étouffer[5].
- Kan'ei 15 (12 avril 1638) : Les chrétiens révoltés de Shimbara sont subjugués, et 37 000 d'entre eux mis à mort. Cette guerre est décrite dans le livre Shimabara-ki. La foi chrétienne est ainsi extirpée du Japon[5].
- Kan'ei 20, le 29e de la 9e lune (10 novembre 1643): L'impératrice cède le trône à son frère cadet[6].